# Pierre Carron
Pour les articles homonymes, voir Carron.
 (juillet 2017).
Si vous disposez d'ouvrages ou d'articles de référence ou si vous connaissez des sites web de qualité traitant du thème abordé ici, merci de compléter l'article en donnant les références utiles à sa vérifiabilité et en les liant à la section « Notes et références ».
Pierre Carron, né le 16 décembre 1932 à Fécamp et mort le 19 mars 2022 à Paris 6e, est un peintre et sculpteur français.

## Biographie
Pierre Carron est né le 16 décembre 1932 à Fécamp. Il étudie d'abord le dessin à l’école régionale des beaux-arts du Havre. Du fait de l'Occupation, il sera un temps le seul élève de l'école. À Paris, il fréquente ensuite l'École nationale supérieure des arts décoratifs puis entre en 1951 à l'École nationale supérieure des beaux-arts dans l'atelier de Raymond Legueult.
En 1957, il reçoit le prix de la Critique et en 1960, il est premier grand prix de Rome et part séjourner à la villa Médicis où il rencontre Balthus, directeur de l'établissement à l'époque.
Il devient professeur aux Beaux-Arts de Paris en 1967, fonction qu'il occupera pendant trente ans, jusqu'à devenir le dernier professeur de l'école à enseigner de manière exclusive la peinture figurative à cette époque.
Il est élu membre de l'Académie des beaux-arts en 1990, au fauteuil de Félix Labisse, puis préside l'Académie en 2002 et en 2019.
En 2008, il est nommé membre du conseil d'administration du musée national Jean-Jacques-Henner.
Sa peinture s'inscrit dans la grande tradition de l'atelier et se singularise par une perception de la réalité chargée de fantaisie, souvent peuplée de fillettes alanguies, à l'égal d'un Balthus — auquel certains[Qui ?] le comparent —, mais il admire aussi Piero della Francesca, Jean-Auguste-Dominique Ingres ou Gustave Courbet.
Il meurt le 19 mars 2022 à Paris.

## Salons
- 1952-1955, à Paris : Salon de la Jeune Peinture, Salon des indépendants, Salon des artistes français, Salon des Tuileries.
- 1968-1974, Salon de mai.
- 1974, Salon de Pontoise.
- 1975, Salon d'automne.

## Expositions
- 1956-1957 : galerie Charpentier, École de Paris ;
- 1957 : galerie Sainte-Placide, Paris ;
- 1957-1961 : Paris, Londres San Francisco et Tokyo, représenté par la galerie Ventadour ;
- 1959 : Biennale de Paris ;
- 1966-1973 : galerie 9, Paris ;
- 1980 : maison de la Culture André-Malraux à Cergy ;
- 1981 : galerie Albert Loeb, Paris ;
- 1983 : galerie Philippe Guimiot, Bruxelles ;
- 2021-2022 : musée des Beaux-Arts de Chartres[7].

## Récompenses, distinctions et décorations
- 1957 : prix de la Critique.
- 1960 : grand prix de Rome[1].
- Chevalier de la Légion d'honneur
- Officier de l'ordre national du Mérite
- Officier de l'ordre des Palmes académiques
- Officier de l'ordre des Arts et des Lettres

## Élèves
- Marie Détrée-Hourrière (née en 1973), élève de 1994 à 1999, peintre de la Marine.